# Kostel svaté Kateřiny Alexandrijské (Chrudim)
Kostel svaté Kateřiny v Chrudimi je goticko-renesanční chrám, který je chráněn jako kulturní památka České republiky.

## Historie

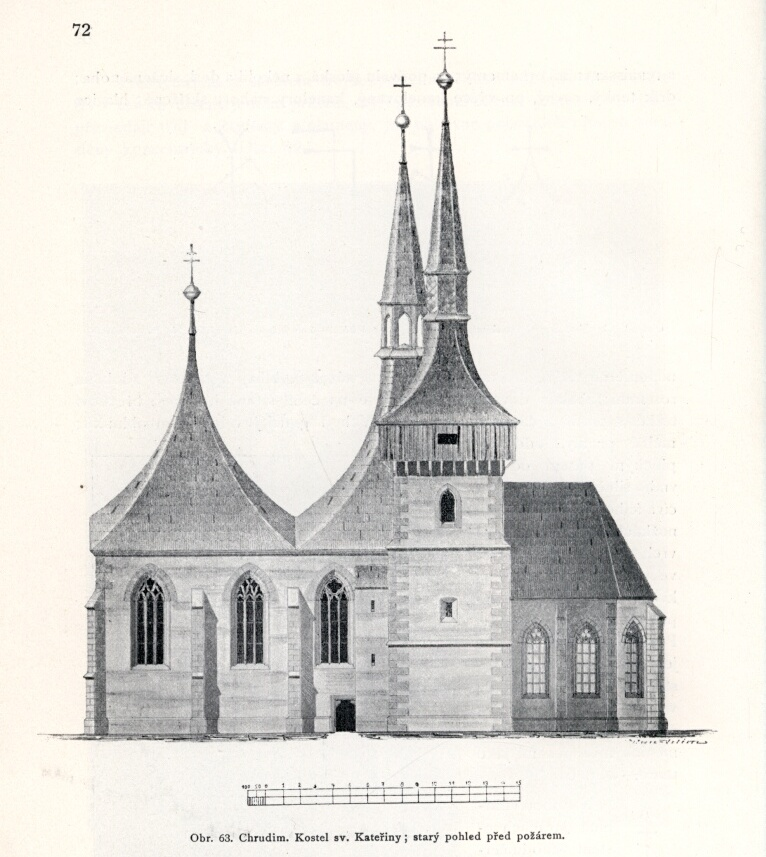
Chrudim, kostel sv. Kateřiny, rekonstrukce původní podoby kostela - Karel Chytil, Soupis památek historických a uměleckých v politickém okresu chrudimském, Praha 1900, s. 72

Patnácté století znamená pro Chrudim dobu velkého stavebního rozvoje, kdy byly zakládány nové kostely (kostel sv. Michala) a přestavovaly či dostavovaly se kostely starší – zejména farní chrám Nanebevzetí Panny Marie na hlavním náměstí, ale také kostel sv. Kříže a kostel sv. Kateřiny.
Předměstský kostel sv. Kateřiny, situovaný na jihovýchod od opevněného vnitřního města, původně sloužil jako špitální a přiléhal k němu stísněný hřbitov. Jeho počátky patrně sahají do druhé poloviny 14. století. Podle Františka Schmoranze ještě v první čtvrtině 15. století kostel sv. Kateřiny „jen jako malá hřbitovní kaple (nynější presbytář) stál a snad ještě jako nepatrný přístavek nějaká malá loď tu byla.“ Povýšení kostela ze špitálního na farní (první zmínka o faře z roku 1461) zřejmě iniciovalo přestavbu presbytáře a budování lodi zhruba kolem poloviny 15. století. K dalším stavebním změnám docházelo i po roce 1500, a to zhruba ve dvou fázích: mezi léty 1516–1536, jak dokládá nápis na empoře, a následně od roku 1536 do roku 1550.
V kostele se sloužilo podobojí způsobou. Mezi tamní významné faráře patřil mimo jiné i kališník Prokop (1468–1474), věrný ctitel díla mistra Jana Rokycany a zároveň odpůrce Jednoty bratrské. Od dvacátých let 16. století při kostele působilo také literátské bratrstvo.

## Popis stavby
Jihovýchodně orientovaný kostel sv. Kateřiny je koncipován jako vzdušné síňové trojlodí, s širší hlavní lodí, postavené mezi léty 1514–1536. Křížová žebrová klenba spočívá na třech párech osmibokých pilířů. K hale se připojuje krátký presbytář o jednom poli křížové žebrové klenby a polygonálním závěru, tvořeném pěti stranami pravidelného osmiúhelníku. Při jihovýchodním rohu lodi stojí věž (dokončená patrně roku 1561), v jejímž přízemí se nachází sakristie o dvou polích křížové žebrové klenby. Stavbu zvenčí podpírají jednou odstupněné opěrné pilíře.
Světlo do presbytáře přivádí sedm, původně trojdílných oken s plaménkovou kružbou. Proláklá žebra vybíhají vzhůru na příporách s figurálními konzolami (vlevo sv. Jan, vpravo sv. Petr). Na svorníku pětistranného závěru je reliéfně zobrazena hlava Ježíše Krista.
Vůči presbytáři značně převýšené síňové trojlodí (lodě dělí hrotité arkády) je zaklenuto křížovou žebrovou klenbou, jejíž profilace je úzká s ostrými hranami. Šestici osmibokých pilířů se zvýrazněnou patkou zdobí prstencové hlavice s akanty. Žebra se sbíhají v reliéfně zdobených svornících, které nás mimo jiné informují i o finančním přispění na stavbu jednotlivých cechů ve městě. V jižní boční lodi rozpoznáváme cech preclíkářů, postřihovačů, tesařů a soukeníků. V hlavní lodi jsou to svorníky s kalichem, lvem (mimo jiné i znakem řezníků) a českou korunou, v severní lodi pak jen s jednoduchými čtyřlisty.
Do sakristie, přiléhající k východnímu poli jižní lodi, vede čtyřhranný vchod, jehož ostění tvoří dvojice prutů a žlábků. Je zaklenuta dvěma poli křížové žebrové klenby o seseknutém, uprostřed dvojitě proláklém profilu. V místnosti se nachází čtveřice maskarónových konzol, které svou formou spadají spíše až do 14. století (tři v rozích místnosti, jedna na stěně). Dvě z nich jsou vousaté, dvě holobradé. Zbylé dvě konzoly v sakristii mají jednoduchý konický tvar.
Loď kostela měla původně dvojdílný krov a byla zastřešena dvěma stanovými střechami, z nichž východní vybíhala ve vysokou štíhlou vížku a západní pojala tvar čtyřbokého jehlance. Jižní věž (zvonice) byla zakončena dřevěným podsebitím. Konzervátoru Františku Schmoranzovi nejzajímavějším při tomto kostele byla bez odporu silhoueta zvenčí, ana střecha nad kostelem ve dvě pyramidy rozdělena byla.
Po požáru kostela v srpnu roku 1850 musel František Schmoranz starší nejprve zajistit zachování kostela, jehož zkáze osobně přihlížel. V letech 1850–1851 provedl Jan Kopista zastřešení objektu podle Schmoranzova projektu. S ohledem na velice omezený rozpočet byl architekt nucen přistoupit k návrhu jednoduché sedlové střechy. Důkladnou opravu kostela začal plánovat František Schmoranz st. v lednu 1859. U špatně založených zdiv upevnil základy a zesílil opěrné pilíře. Radikálně zasáhl do interiéru trojlodí, kde zrušil boční křídla tribuny a prolomil dvě nová okna, čímž zásadně narušil intaktní historický celek. Bývalé dřevěné patro věže bylo v roce 1864 nahrazeno zděným, na krakorcích spočívajícím tak, aby stará forma byla co nejvěrněji zachována. Nová tato věž jest staré úplně podobna, avšak o 3 m. vyšší. Schmoranz se kostelem sv. Kateřiny zabýval i nadále. Kromě náčrtu z 6. března 1864 rozkreslil znovu 22. března 1887 střechu trojlodí v původní dvojité stanové podobě. K její realizaci však bohužel nikdy nedošlo.

## Kamenosochařská výzdoba

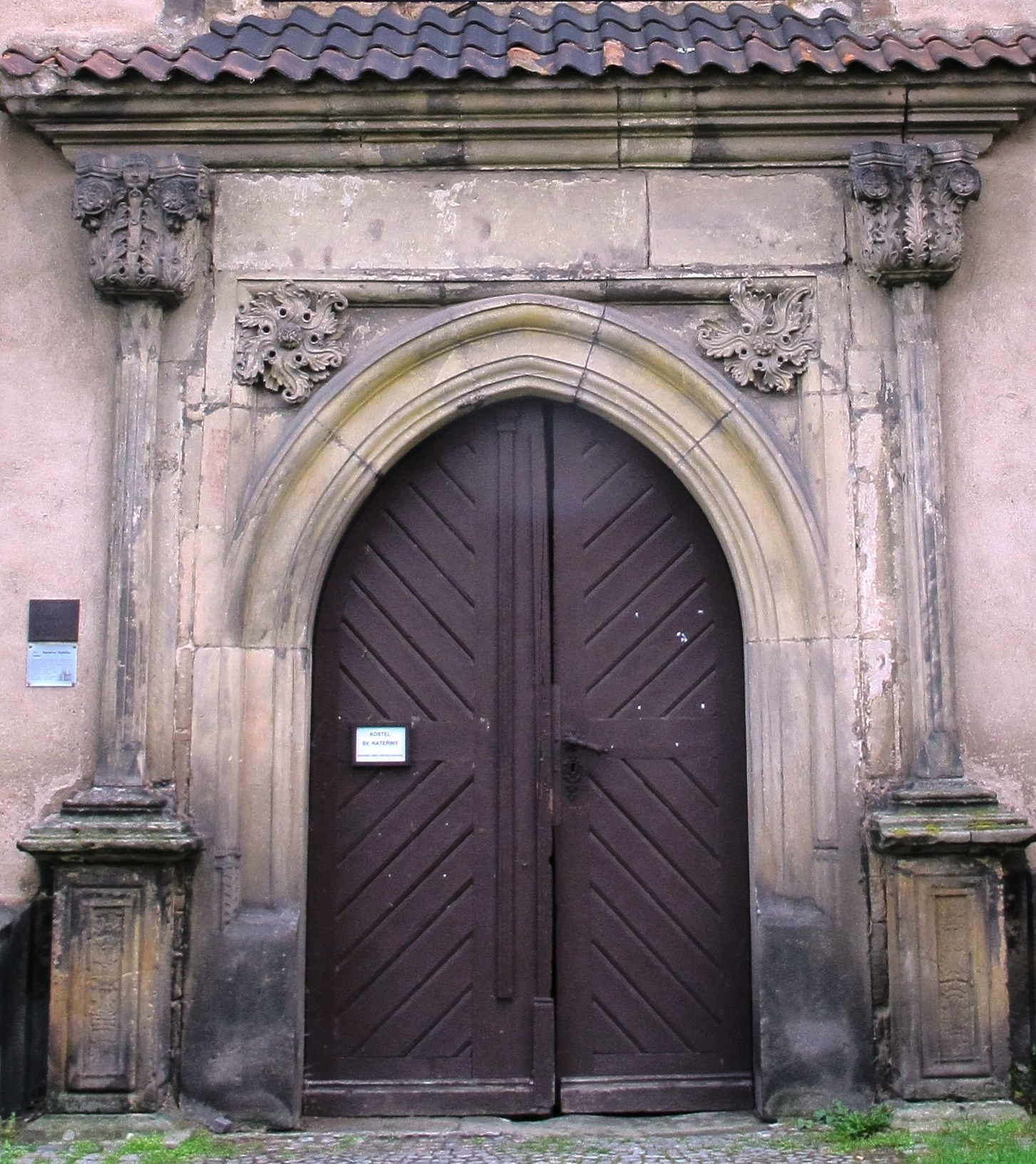
Hlavní západní portál

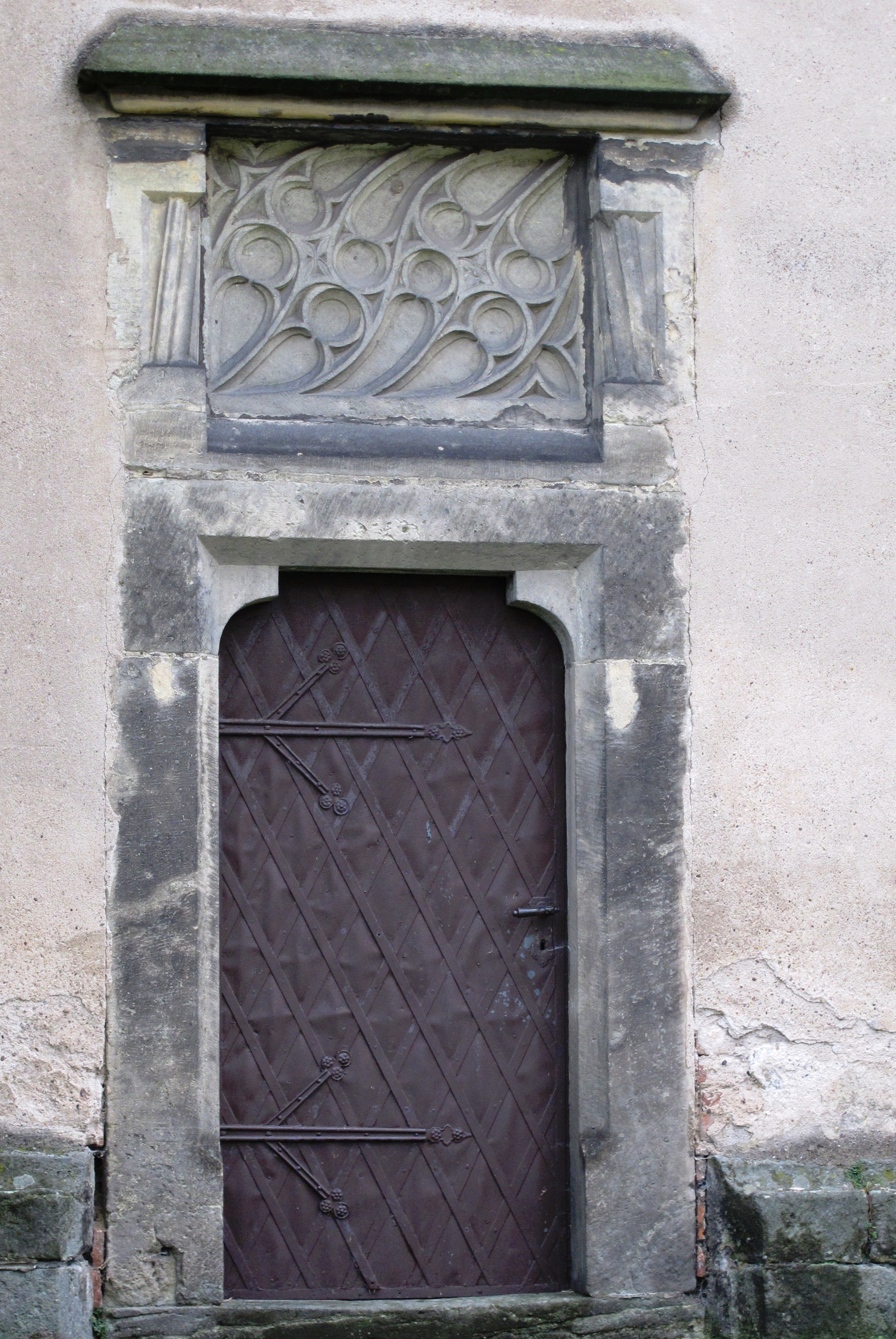
Jižní portál západního průčelí

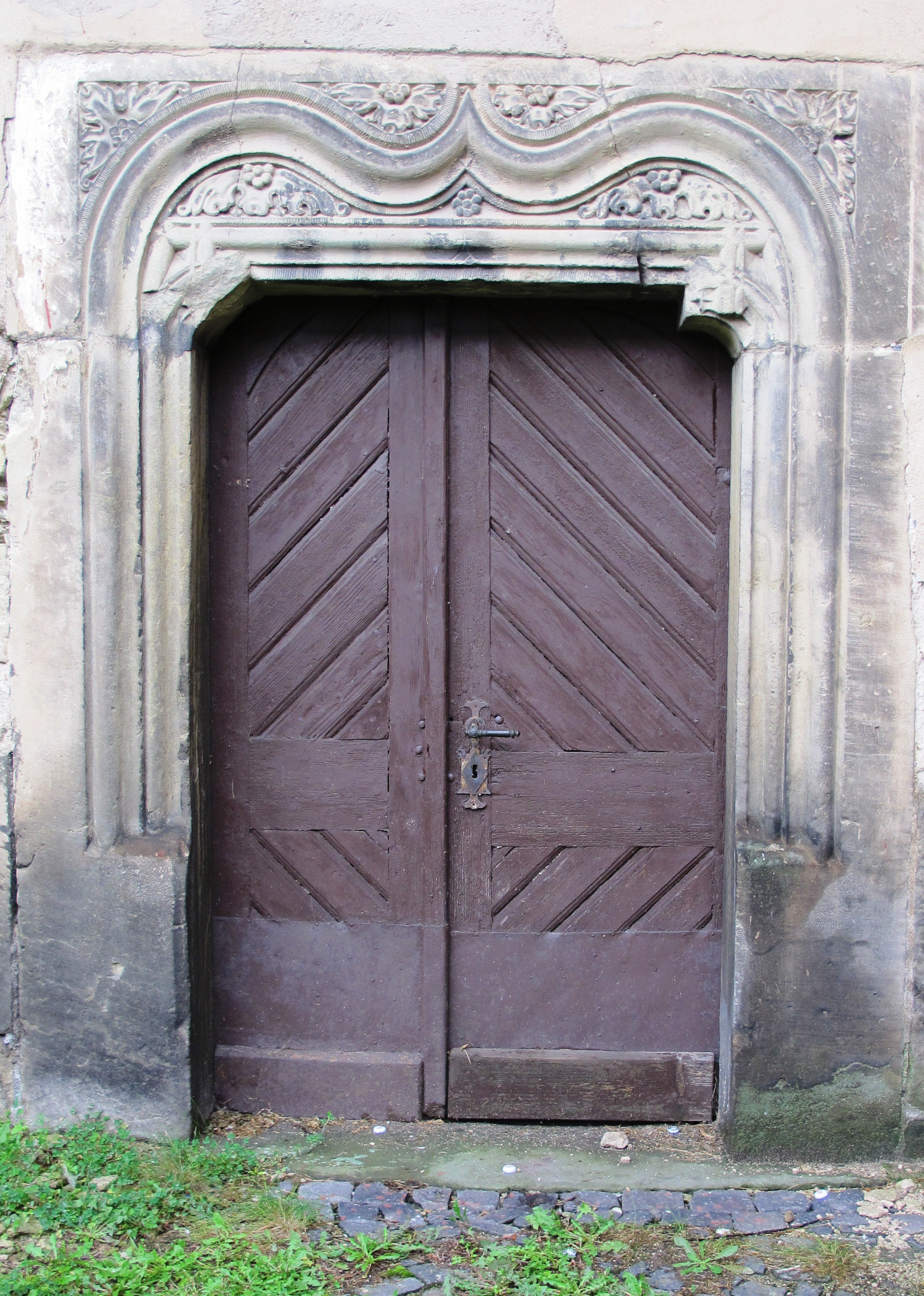
Jižní portál

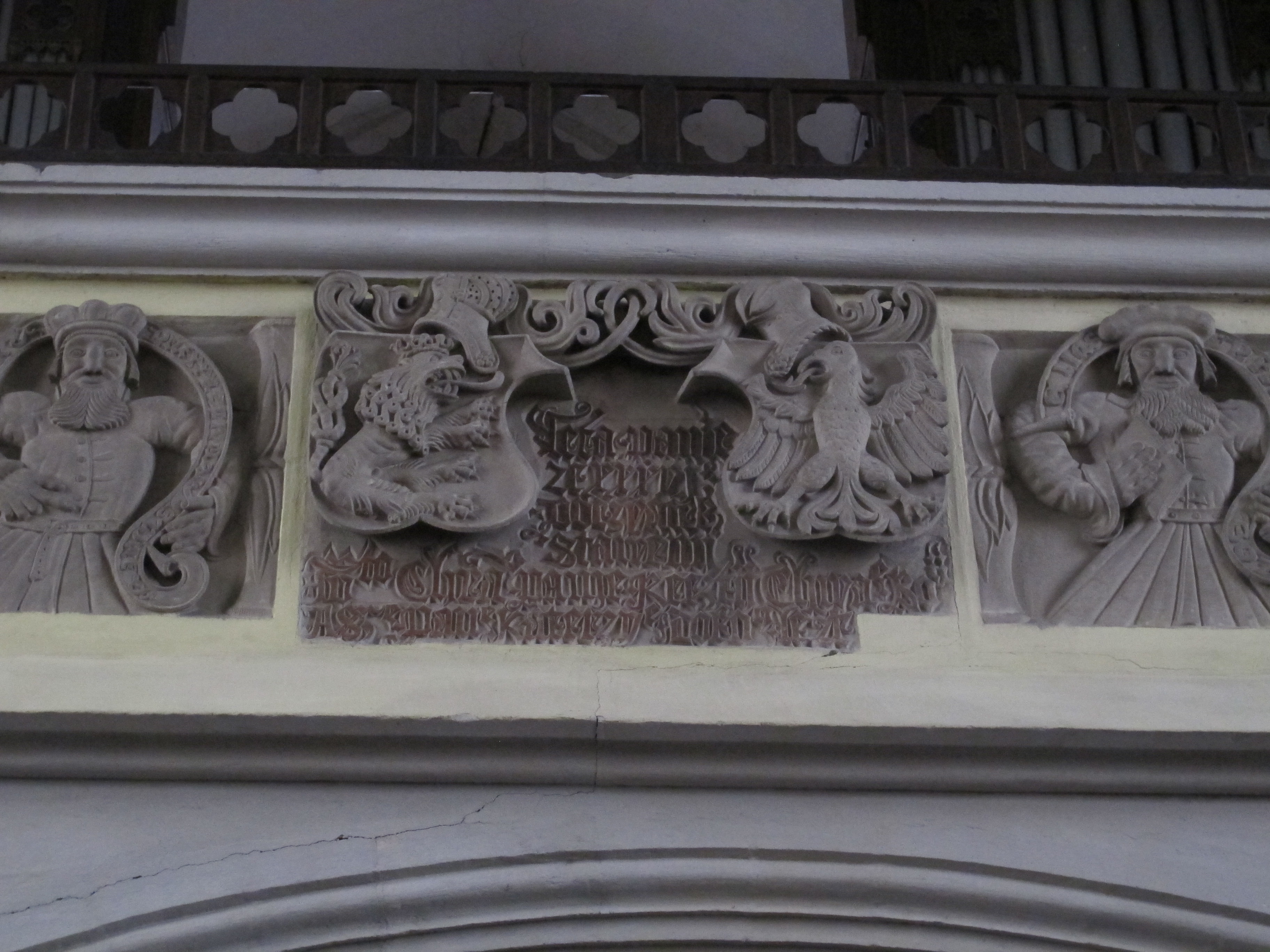
Parapet kruchty

Prodlužování stavby, dané potrestáním Chrudimi za protihabsburský odpor, se projevilo na konečném vzhledu kostela i na jeho kamenosochařské výzdobě. „Tu se může v skutku říci, že nahoře dává gothika „s Bohem“, ana dole v portálu již co cizinec se renesance usazuje.“
Hlavní západní portál z roku 1536, zasazený do čtyřhranného rámu, tvoří hrotitý vstup v intencích pozdně gotické architektury se zesíleným vnějším prutem. Po stranách jej lemuje dvojice raně renesančních sloupů s vysokým stylobatem a štíhlým dříkem, vertikálně kanelovaným. Kanelury se v horní části kříží a vytváří optický efekt diamantování. Hlavice sloupů je nepoměrně velká a těžká, zdobená jemným listovím, v němž je zasazena trojice drobných hlaviček. Prostor ve cviklech vyplňují rozety. Na vnitřní straně vstupního portálu jsou dodnes patrné vyryté a hrudkou kreslené kamenické značky. Podle nich je autorství portálu přisuzováno mistru Hanzarovi z Chrudimi, pracujícímu rovněž na portále kostela apoštolů Petra a Pavla v Čáslavi z roku 1538.
Drobný sedlový portál, situovaný v pravé (jižní) části západního průčelí, vede na kůr kostela. Byl prolomen až při historizujících úpravách kostela ve druhé polovině 19. století, jak již bylo uvedeno. Do nadpraží bylo vsazeno dekorativní panelování s plameny, původně pocházející patrně z pažení kruchty. Po stranách jej lemují kanelované sloupky, šroubovitě stočené o necelých 45°. Tento motiv má pravděpodobně své kořeny v riedovském portále do křídla sněmovny na Pražském hradě.
Bohatě profilovaný jižní sedlový portál zdobí v nadpraží reliéfně vyvedený oslí hřbet. Eva Šamánková nalézá stylové podobnosti v Pardubicích, a to konkrétně na parapetu mostu k zámku a na jeho portálu. Autor portálu se podle ní vyučil ještě v gotickém slohu a s renesancí se setkal prvně právě v Pardubicích. Přítomné gotické prvky dokládají silnou tradici tohoto slohu na našem území. Zároveň je snad zapříčinila skutečnost, že nové dílenské okruhy, nezávislé na Budínu, nepěstovaly čistou vlašskou formu, ale čerpaly se zdrojů německé renesance, která do Pardubic prošla skrze saské a slezské prostředí. Jisté analogie kromě Čáslavi a Pardubic shledává i na reliéfech průčelí domu U Rytířů v Litomyšli, skvostném díle mistra Blažka.
Hrotitý severní portál svou formou zůstává nejvěrnější gotické tradici. Ostění tvoří dva pruty na šroubovitě kanelovaných, válcových nožkách a tři žlábky. V horní partii se navzájem protínají. Autorství portálu je přisuzováno chrudimskému kameníkovi Adamu Satorandovi.
S nejvýznamnějšími kamenosochařskými pracemi v interiéru kostela se setkáváme na parapetu kruchty. V rámci historizujících úprav František Schmoranz zásadně porušil její původní dvoukřídlý tvar, s rameny vybíhajícími do bočních lodí ve tvaru písmene U. Tato křídla, původně pro sborový zpěv, Schmoranz zrušil, čímž se nutně změnila i koncepce reliéfní paneláže kruchty. Stávající kruchta, podklenutá dvěma poli křížové klenby, spočívá na dvou pilířích, oddělených segmentovými oblouky. Parapet kruchty čítá celkem dvanáct zhruba čtvercových výplní. Sedm zbývajících je vsazeno do bočních stěn trojlodí. V obdélném poli uprostřed parapetu je vyryt nápis, který informuje dokončení stavby trojlodí roku 1536. Zleva k němu přiléhá lev, zprava chrudimská orlice. V horní partii pole jsou pak zachyceny kolčí helmy. Po stranách této ústřední desky jsou vytesány dvě dvojice proroků s nápisovými páskami a pole s renesančními rozetami. Na parapetu jižní boční lodi se nachází tři apoštolové a sv. Vavřinec, v jižní zdi jsou zasazeni další dva apoštolové a výplň s kružbou a tesařskými odznaky. Na parapetu v severní lodi i v její stěně jsou ztvárněni další apoštolové a proroci. Formálně tyto reliéfy nedosahují příliš vysoké úrovně. Jejich autor postavy značně stylizoval a schematizoval. Figury s typizovanými obličeji zaujímají strnulý postoj a ani draperie není příliš rozvinutá. Vladimír Hrubý dokonce hovoří o rustikalizaci. V kazetách s rostlinnými motivy shledává podobnosti na kruchtě v čáslavském kostele sv. Petra a Pavla a hypoteticky ji spojuje rovněž s mistrem Hanzarem. Mužské hlavy a zoomorfní motivy ve vlysu litomyšlského domu U Rytířů a reliéfy na parapetu mostu k pardubickému zámku podle něj rovněž nesou podobné formální znaky s kruchtou v kostele sv. Kateřiny.